# Sallustiano

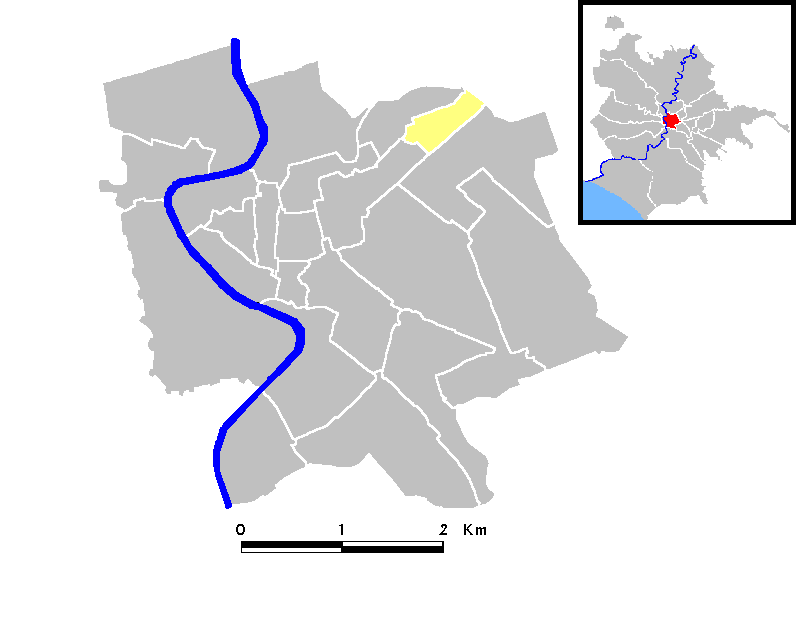
Lage von Sallustiano in Rom

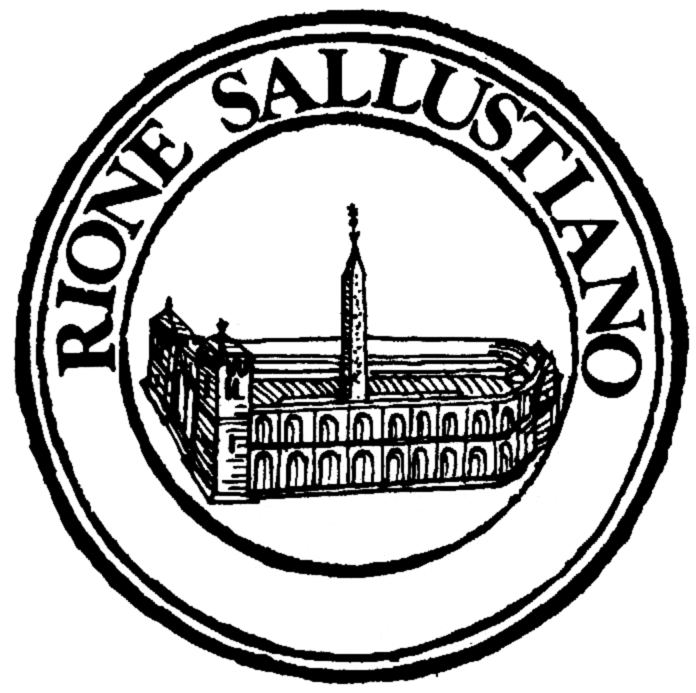
Wappen von Sallustiano

 Sallustiano  ist der XVII. Rione (Stadtteil) von Rom. Er befindet sich im Tal zwischen Quirinal und Pincio.

## Geschichte
In der Antike erstreckten sich hier die Gärten des Sallust (Horti Sallustiani). Ab 1887 wurde dort ein neues Wohngebiet angelegt.